# Brembilla
Brembilla est une commune italienne de la province de Bergame en Lombardie.

## Administration
| Période                                  | Période  | Identité       | Étiquette | Qualité |
| ---------------------------------------- | -------- | -------------- | --------- | ------- |
| 16 juin 2004                             | En cours | Giovanni Salvi |           |         |
| Les données manquantes sont à compléter. |          |                |           |         |

### Hameaux
Catramerio, Sant'Antonio Abbandonato, Malentrata, Cerro, Cavaglia, Camorone, Cadelfoglia, Laxolo, Forcella

### Communes limitrophes
Berbenno, Blello, Capizzone, Corna Imagna, Gerosa, San Pellegrino Terme, Sant'Omobono Imagna, Sedrina, Ubiale Clanezzo, Zogno

## Jumelages
Brembilla est jumelée avec  Nantua (France). En 2010, à la demande de Jean-Pierre Carminati, alors maire de Nantua est à l'enthousiasme des élus de Brembilla, qu'est né le projet de jumelage entre les deux villes distantes de 433 km. En plus de l'amitié entre les peuples européens, c'est l'immigration des habitants de la vallée de Brembilla venue en France dans le Haut-Bugey avant, pendant et après la Seconde Guerre mondiale qu'a été le point déterminant à cette réussite.